# 吉村貫一郎
吉村 貫一郎（よしむら かんいちろう、天保10年（1839年）? - 慶応4年1月6日（1868年1月30日）?）は、幕末の盛岡藩士。
新選組隊士（諸士取扱役兼監察方および撃剣師範）。本名は嘉村 権太郎。
『慶応丁卯雑記』に「右は新選組目付役吉村貫一郎と申者より聞取、元嘉村権太郎」とある。

## 経歴
盛岡藩目付の嘉村弓司（後に瀬兵衛、弥次兵衛）の子として生まれる。兄は嘉村矢柄祐尚（後に良右衛門、瀬平）で、二百石六人扶持。加番組番子組頭、向中野見前通代官などを務めた。
一族の菩提寺は盛岡市の法輪院であったが廃寺となり、現在は恩流寺に墓碑が残る。
『盛岡名人忌辰録』には新当流師範上村家の高弟の一人として記載される。
文久2年12月に同藩重臣遠山礼蔵の軍役人数として江戸に出、元治元年2月には北辰一刀流の千葉道三郎に入塾したが、慶応元年1月、27歳の時に盛岡へ下向を命じられると、同月16日には出奔した 。その後、「吉村貫一郎」の名で新選組の隊士募集に応じ上京する。
同年11月4日、大目付永井尚志の長州詰問使として近藤勇、武田観柳斎、伊東甲子太郎、山崎丞、芦谷昇、新井忠雄、尾形俊太郎、服部武雄らと広島まで随行した。
近藤らの帰京後も山崎と広島に残留したものと思われ、第二次長州征討中の慶応2年6月14日、小瀬川口の戦いで、彦根藩と高田藩が敗北した状況を翌15日付けで報告した記録が残る。同年9月3日、広島から戻ってきた越前藩奥村坦蔵が京都の同藩家老本多釣月に話した、現地で面会した人物の中に、「永井主水正附属物見」、「新撰組之内寄り人候由」として吉村と山崎の名前がある。
同月19日には、祇園栂尾亭で行われた三条制札事件の謝罪を目的とする土佐藩荒尾騰作からの饗応に出席した。
慶応3年6月15日、吉村と山崎が当時屯所だった西本願寺と交渉することによって、不動堂村への移転が決まった。同月23日付けで幕府より見廻組並に取り立てられた。翌24日には、山崎、土方歳三、尾形らとともに、議奏柳原光愛に国事について面談を願い出ている。これ以前にも断られた事があると考えられる。 大政奉還後の11月頃には薩摩藩家老小松清廉（帯刀）の動向を探っていた。同月18日の伊東甲子太郎謀殺の際には山崎らとともに盛宴を張り、伊東を酔わせる役回りを引き受けたという。12月7日の天満屋事件では紀州藩三浦休太郎護衛の任に付いていたとされているが、永倉新八の『浪士文久報国記事』には記載が見られない。同月11日に六両、13日に十両の着込の代金を会計方から受け取っている、また当時大阪天満宮に旅宿していた新選組が、伏見奉行所に移動する直前の15日、その際の資金として吉村と山崎は百両を受け取っている。
慶応4年（1868年）1月3日奉行所に立て籠もり、続く鳥羽・伏見の戦いにて戦死したものと考えられるが、明確な忌日や死亡状況は不明である。御香宮の戊辰東軍戦死者霊名簿には「正月六日淀ニ於テ戦死　諸士調役　嘉村権太郎」と、『戦亡殉難志士人名録』には「正月三日ヨリ六日ニ亘ル山城、鳥羽、八幡、山崎ノ各地戦闘ニ於テ戦死ス」とある。また、嘉村家の過去帳には「明治三年一月十五日　祐尚弟　嘉村権太郎　於摂州伏見戦死　于時享年三十一」とある。
上記とは別に西村兼文は、戦争後吉村は大坂へと逃下り、当時綱島（網島？）にあった南部藩の仮宅に行き、そこの留守居某と旧知であったので、これまでは幕府のために尽くしていたが、これからは勤王を主とするので暫くの間匿ってくれと頼んだところ、留守居は憤激して、国を脱し新選組に入り、幕府のために身を尽すとなったのに今更勤王のために尽すとなっては誠意がない、幕府が衰えているからといって変心するのは不義であるから士道を立て割腹せよと諭されたため、切腹したと記している。

## 創作に描かれる吉村貫一郎
一般に流通する吉村像は、上記西村の記述をヒントにした子母澤寛の『新選組物語』「隊士絶命記」による創作が元になっている。子母澤の描く吉村の姿は以下の通りである。
三十七、八歳。痩せ形で背が高く、左の目の下に小さな傷跡があった。おとなしい性格で学問があり、剣術も使えた。特に書をよくした。盛岡藩出身の微録の扶持取りで、漆掻などをして妻子五人を養っていたが、どうしても食えないので妻と相談の上、文久2年に脱藩し、単身で大坂に出た。その後も仕送りは続けていた。翌年に新選組が京大坂で隊士の募集を行ったのを聞きつけて、応募した 。見廻組並に選ばれた時、土方より三十俵二人扶持を頂き、うれし泣きをした。新選組が伏見奉行所に引き移る際に貰った百両を妻子に届けた。鳥羽・伏見の戦いの後、味方にはぐれ、新選組が大坂を離れている事を知った吉村は網島の盛岡藩仮屋敷に身を投じ、留守居役の大野次郎右衛門を前にして、勤王のために奉公したいと言うが、結局は妻子を養ってくれる俸禄が欲しいだけであり、妻子に忠義を尽すのだと吐露する。大野は君は武士の魂をもっていない、南部武士にこのような人がいるのは、わが藩末代までの恥だと言って、外に出ればすぐ縄目が掛かるからと、切腹するように仕向けたので、吉村は屋敷内で腹を切った。その部屋の床の間には、小刀と二分金十枚ばかりの包みが置いてあり、傍らの壁には「此弍品拙者家へ……」と記してあった、という。
後に水木しげる・浅田次郎は上記子母澤の創作を下敷きにして吉村を主役とした作品を発表しており、水木は漫画『幕末の親父』、浅田は歴史小説『壬生義士伝』を執筆した。
ただし、大野次郎右衛門なる人物は架空の人物であり、実際の吉村は二百石という高禄の侍の倅だった。年齢も大きく異なっており、脱藩年も合わず、妻子も確認できない。